# 第65回凱旋門賞
第65回凱旋門賞（だい65かいがいせんもんしょう）とは、1986年10月5日にフランスのパリロンシャン競馬場において芝2400メートルで行われた競馬の競走である。イギリス調教の3歳馬ダンシングブレーヴが優勝。ジョッキーはパット・エデリー。
この回のタイムは2:27.7であり、当時の凱旋門賞のレースレコードであった。前レースレコードは1980年にデトロワが記録した2:28.0。

## 参加競走馬
このレースは出走15頭中11頭までがG1競走優勝馬が参加しており、歴代凱旋門賞の中で最も強い馬が集まったレースの一つと言及されることもある。 以下に該当競走馬のG1勝鞍を記載する。
| 馬名(日)           | 馬名（英）     | レース名                                                                        |
| ------------------ | -------------- | ------------------------------------------------------------------------------- |
| ダンシングブレーヴ | Dancing Brave  | 2000ギニーステークス(第178回), エクリプスステークス(第89回), KGVI & QES(第36回) |
| ベーリング         | Bering         | ジョッケクルブ賞(第149回)                                                       |
| トリプティク       | Triptych       | チャンピオンステークス(第109回)                                                 |
| シャーラスタニ     | Shahrastani    | ダービーステークス(第207回), アイリッシュダービー(第121回)                      |
| シャーダリ         | Shardari       | インターナショナルステークス(第15回)                                            |
| ダララ             | Darara         | ヴェルメイユ賞(第82回)                                                          |
| アカテナンゴ       | Acatenango     | サンクルー大賞(第78回), ベルリン大賞(第17回)                                    |
| マージー           | Mersey         | ロワイヤルオーク賞(第116回)                                                     |
| サンテステフ       | Saint Estephe  | コロネーションカップ(第81回)                                                    |
| シリウスシンボリ   | Sirius Symboli | 日本ダービー(第52回)                                                            |
| マリアフマタ       | Maria Fumata   | ラスオークス(第81回)                                                            |

参加競走馬やダンシングブレーヴの走りは後年にも評価されており、レーシング・ポスト読者による2022年の"Greatest ever horse race"では1位となっている。

### 日本競走馬
日本からは5歳馬のシリウスシンボリが出走した。シリウスシンボリは4歳秋より欧州遠征をしており、凱旋門賞のステップレースとして知られるフォワ賞は2着となっている。
また、同馬についてシンボリルドルフに帯同する形での遠征が予定されていたが、シンボリルドルフがアメリカのサンルイレイステークスの後故障が発覚し、以後単独での海外遠征となったという経緯が存在している。

## レース詳細
- スポンサー: Trusthouse Forte
- 賞金総額: 6,800,000FRF（1着賞金4,000,000FRF）
- 馬場状態: 良馬場
- 走行距離: 2,400m
- 走行数: 15
- レースタイム: 2:27.7 (新レコード)

## 結果
| 着順 | 馬名（日）         | 馬名（英）     | レースタイム |
| 1着  | ダンシングブレーヴ | Dancing Brave  | 2:27.7       |
| 2着  | ベーリング         | Bering         | 1馬身1/2     |
| 3着  | トリプティク       | Triptych       | 1/2馬身      |
| 4着  | シャーラスタニ     | Shahrastani    | 短アタマ     |
| 5着  | シャーダリ         | Shardari       | クビ         |
| 6着  | ダララ             | Darara         | 1馬身1/2     |
| 7着  | アカテナンゴ       | Acatenango     | 2馬身        |
| 8着  | マージー           | Mersey         | クビ         |
| 9着  | サンテステフ       | Saint Estephe  | 1馬身1/2     |
| 10着 | ディヒスタン       | Dihistan       | クビ         |
| 11着 | イアデス           | Iades          | 1馬身        |
| 12着 | ベイビーターク     | Baby Turk      | 2馬身        |
| 13着 | ネヴァン           | Nemain         | 1馬身1/2     |
| 14着 | シリウスシンボリ   | Sirius Symboli | 2馬身        |
| 15着 | マリアフマタ       | Maria Fumata   | 1馬身1/2     |

## 勝ち馬の詳細
- 性別: 牡馬
- 生年月日: 1983年5月11日
- 所属国:  アメリカ合衆国
- 父馬: Lyphard; 母馬: Navajo Princess (Drone)
- オーナー: 	Prince Khalid Bin Abdullah
- 生産牧場: Glen Oak Farm

## 参考資料
1. ↑  “Big Race Field”. Glasgow Herald. (1986年10月4日) 2012年7月1日閲覧。
2. ↑  “1986 Prix de l'Arc de Triomphe”.  フランスギャロップ. 2016年3月4日時点のオリジナルよりアーカイブ。2012年7月1日閲覧。
3. ↑  Wood, Greg (2013年9月18日). “Prix de l'Arc de Triomphe promises to be one of the greatest ever” (英語). The Guardian. 2015年2月18日閲覧。
4. ↑  Mottershead, Lee (2022年7月23日). “Dancing Brave's iconic Arc success is voted your greatest ever horserace” (英語).   Racing Post. 2022年8月5日閲覧。